# Károlyi József (főispán)
Nagykárolyi gróf Károlyi József (Bécs, 1768. október 7. – Bécs, 1803. április 4.) Békés vármegye főispánja, majd Szatmár vármegye örökös főispánja.

## Élete
Édesapja nagykárolyi gróf Károlyi Antal (1732–1791) táborszernagy, Szatmár vármegye örökös főispánja, édesanyja Harruckern Jozefa bárónő volt.
Alsóbb iskoláit Vácon, a jogot Pesten végezte, majd Bécsben tanult. 1776-ban Mária Terézia Békés vármegye főispánjává nevezte ki, mely méltóságba apja iktatta be 1777-ben. 1792-ben királyi kamarási kinevezést kapott és a királyi helytartótanácsnál titoknoki hivatalt is viselt. Miután apja 1791. augusztus 24-én meghalt, helyébe október 3-án Szatmár vármegye örökös főispánjává nevezték ki, mely tisztségbe 1794-ben iktatták be. 35 éves korában, Bécsben hunyt el, pár nappal korábban szerzett párbajsebe okán. Szatmár megyében, Kaplonyon, a családi sírboltban temették el.

## Házassága, gyermekei

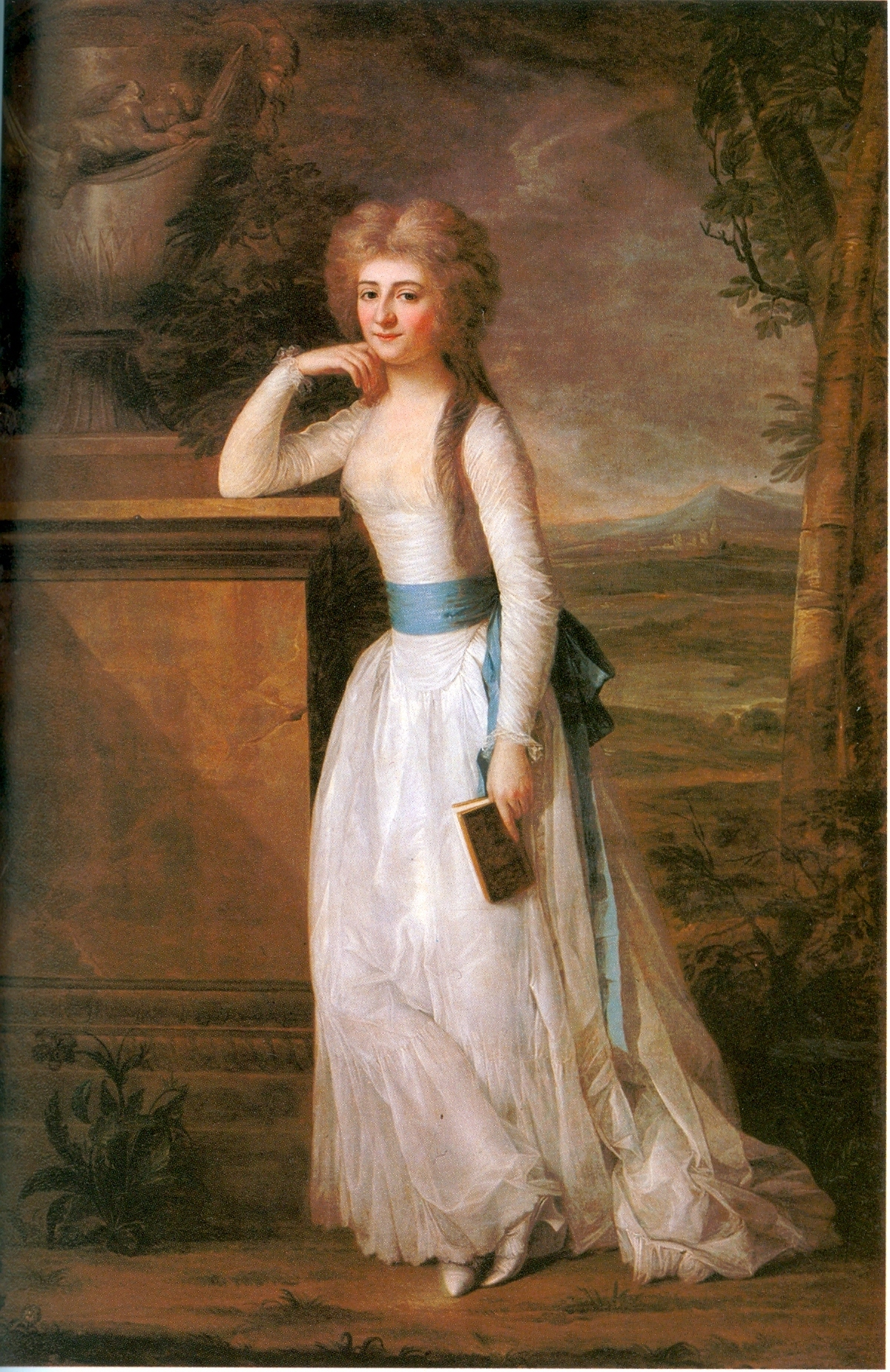
Felesége gróf Waldstein-Wartenberg Erzsébet

Károlyi József 1789. február 8-án vette feleségül Bécsben Waldstein-Wartenberg Erzsébetet (Gräfin Elisabeth von Waldstein-Wartenberg) (1769–1813), akitől hét gyermeke született: 
- Erzsébet (1791–1795)
- Mária (1793–1848)
- István (1797–1881)
- Lajos (1799–1863)
- Franciska (1800–1823)
- György (1802–1877)
- Jozefa (1803–1863)